# Ел Рефухио (Херез)
Ел Рефухио (шп. El Refugio) насеље је у Мексику у савезној држави Закатекас у општини Херез. Насеље се налази на надморској висини од 1998 м.

## Становништво
Према подацима из 2005. године у насељу је живело 5 становника.

### Хронологија
| Година       | 2000       | 2005 |
| ------------ | ---------- | ---- |
| Становништво | 11 (6 / 5) | 5    |

### Попис
| # | Индикатор                        | Вредност |
| - | -------------------------------- | -------- |
| 1 | Укупно појединачних домаћинстава | 1        |